# カイルル・ファーミ・チェ・マット
カイルル・ファーミ・チェ・マット（マレー語: Khairul Fahmi Che Mat、1989年1月7日 - ）は、マレーシアのサッカー選手。マレーシア代表。ポジションはGK。

## クラブ歴
2006年にケランタンFAのプレジデンツカップチームに加入。ここで正ゴールキーパーとなり、2006-07シーズンのマレーシア・プレジデンツカップの決勝にまで進出したものの最後はPK戦で敗れた。2008年にアマド・ファクリ・サーラニと共にハリマウ・ムダに選抜され、マレーシア・プレミアリーグを戦った。その後、エールディヴィジに所属するPSVアイントホーフェンが彼に関心を寄せ、アスラルディン・プトラ・オマールと共にU-19、U-23チームに1週間のトライアルに参加した。
2009年にケランタンFAに復帰、20歳にしてトップチーム登録となった。ケランタンFA史上最も若いゴールキーパーとなり、シェッド・アドニーがマレーシア・スーパーリーグのケダFA戦でミスをした後に出場機会が回ってきて初出場となった。2010年にクラブはマレーシアカップを制覇、彼も最優秀若手選手賞、最優秀ゴールキーパー賞を同年に受賞した。
2017シーズンよりスポンサーのプーマの関係上、パハンFAへの移籍が決まった。5年契約で月給17万リンギットの内容での移籍となった。

## 代表歴
U-23代表としては2010年アジア競技大会が初出場となった。1次リーグは日本代表とも同組となった中でグループステージ突破に貢献したものの、決勝トーナメント一回戦のイラン代表相手には1-3とされ敗北した。その後の2012年東南アジア競技大会ではインドネシア代表相手に2つのPKを止め、1-1の引分からPK戦に縺れ込んだ決勝戦を勝利に導いた。また、ロンドンオリンピックサッカーアジア予選では第3ラウンド進出まで決めたものの、グループステージで一勝も出来ずにオリンピック出場とはならなかった。
A代表初出場となったのは2010年9月3日のオマーン代表戦であり、この試合のハーフタイムにシャルビニー・アラウィーと交代しての初出場となった。彼は無失点に抑えたものの、前半に3失点を喫していたために無失点試合ではなかった。同年11月にはラヤゴパル・クリシュナサミ監督から2010 AFFスズキカップのメンバーに選抜された。タイ王国代表戦を0-0に抑え、ベトナム代表との準決勝の2試合も無失点に抑える活躍を見せた。決勝ではインドネシア代表との対戦となり、第1試合を3-0の勝利に終え、彼はまた無失点で試合を終えた。第2試合でも序盤にPKを止めたのを始めに多くのセーブを見せたものの2失点、試合は2-1で敗れた。しかし彼の好セーブによってマレーシアは二戦合計で勝利を掴み、同選手権で初めての優勝を同国に齎した。2012 AFFスズキカップでもメンバーに選ばれ、11月26日のグループステージ初戦となったシンガポール代表戦に出場したものの、0-3で完封された。彼はシャーリル・イシャクに32分にゴールを割られると、その6分後に再びイシャクに得点されてしまった。後半にはシンガポールの主将であるアレクサンダー・ドゥリッチにも得点を決められて完敗となった。結局マレーシア代表はグループステージを突破する事が出来なかった。

## 個人
5人きょうだいの4人目として生まれた。コタバルで教育を受けた後、ジョホールバルの学校に進んだ。その後、ブキット・ジャリル体育学校に進んだ。小学校の頃からスポーツに積極的であった。
2012年12月28日には結婚、娘一人と息子が二人いる。

## 個人成績
2016年10月22日現在

### クラブ
| 国内大会個人成績 | 国内大会個人成績 | 国内大会個人成績 | 国内大会個人成績 | 国内大会個人成績 | 国内大会個人成績 | 国内大会個人成績 | 国内大会個人成績 | 国内大会個人成績 | 国内大会個人成績 | 国内大会個人成績 | 国内大会個人成績 |
| 年度             | クラブ           | 背番号           | リーグ           | リーグ戦         | リーグ戦         | リーグ杯         | リーグ杯         | オープン杯       | オープン杯       | 期間通算         | 期間通算         |
| 年度             | クラブ           | 背番号           | リーグ           | 出場             | 得点             | 出場             | 得点             | 出場             | 得点             | 出場             | 得点             |
| マレーシア       | マレーシア       | マレーシア       | マレーシア       | リーグ戦         | リーグ戦         | マレーシア杯     | マレーシア杯     | FA杯             | FA杯             | 期間通算         | 期間通算         |
| ---------------- | ---------------- | ---------------- | ---------------- | ---------------- | ---------------- | ---------------- | ---------------- | ---------------- | ---------------- | ---------------- | ---------------- |
| 2007-08          | ハリマウ・ムダ   |                  | プレミア         | 24               | 0                | -                | -                | 2                | 0                | 26               | 0                |
| 2009             | ケランタンFA     | 12               | スーパー         | 5                | 0                | 4                | 0                | 1                | 0                | 10               | 0                |
| 2010             | ケランタンFA     | 19               | スーパー         | 26               | 0                | 13               | 0                | 2                | 0                | 41               | 0                |
| 2011             | ケランタンFA     | 19               | スーパー         | 24               | 0                | 10               | 0                | 7                | 0                | 41               | 0                |
| 2012             | ケランタンFA     | 19               | スーパー         | 21               | 0                | 9                | 0                | 3                | 0                | 33               | 0                |
| 2013             | ケランタンFA     | 19               | スーパー         | 22               | 0                | 11               | 0                | 6                | 0                | 39               | 0                |
| 2014             | ケランタンFA     | 19               | スーパー         | 15               | 0                | 0                | 0                | 9                | 0                | 24               | 0                |
| 2015             | ケランタンFA     | 19               | スーパー         | 21               | 0                | 5                | 0                | 6                | 0                | 32               | 0                |
| 2016             | ケランタンFA     | 19               | スーパー         | 22               | 0                | 6                | 0                | 2                | 0                | 30               | 0                |
| 2017             | パハンFA         | 19               | スーパー         |                  |                  |                  |                  |                  |                  |                  |                  |
| 通算             | マレーシア       | マレーシア       | スーパー         | 156              | 0                | 54               | 0                | 35               | 0                | 245              | 0                |
| 通算             | マレーシア       | マレーシア       | プレミア         | 24               | 0                | -                | -                | 2                | 0                | 26               | 0                |
| 総通算           | 総通算           | 総通算           | 総通算           | 180              | 0                | 54               | 0                | 37               | 0                | 271              | 0                |

### 代表
| マレーシア代表 | マレーシア代表 | マレーシア代表 |
| 年             | 出場           | 得点           |
| -------------- | -------------- | -------------- |
| 2010           | 7              | 0              |
| 2011           | 3              | 0              |
| 2012           | 6              | 0              |
| 2013           | 6              | 0              |
| 2014           | 8              | 0              |
| 2015           | 6              | 0              |
| 2016           | 8              | 0              |
| 2018           | 9              | 0              |
| 2019           | 2              | 0              |
| 2021           | 5              | 0              |
| 計             | 61             | 0              |

## タイトル

### クラブ
ケランタンFA
- マレーシア・スーパーリーグ: 2011, 2012
- マレーシアカップ: 2010, 2012
- ピアラFAマレーシア: 2012, 2013

準優勝: 2015
- スルタン・ハジ・アフメド・シャー・カップ: 2011

### 代表
- 東南アジアサッカー選手権: 2010

準優勝: 2014
- 東南アジア競技大会: 2011

### 個人
- マレーシアサッカー協会最優秀若手選手賞: 2010
- マレーシアサッカー協会最優秀ゴールキーパー賞: 2010, 2011, 2012, 2013[13]
- Goal.com選定アジアU-23ベストイレブン: 2011[14]
- Goal.com読者選定アジアベストイレブン: 2011[15]
- Goal.com読者選定アジア最優秀ゴールキーパー: 2011[16]